# Libin
Libin es un municipio de la región de Valonia, en la provincia de Luxemburgo, Bélgica. A 1 de enero de 2019 tenía una población estimada de 5223 habitantes.

## Geografía
Se encuentra ubicada al sureste del país, en la zona de las Ardenas y esta bañada por el río Lesse, un afluente del río Mosa.

### Secciones del municipio
El municipio comprende los antiguos municipios, que se fusionaron en 1977:
| - Libin - Anloy - Ochamps - Redu - Smuid - Transinne - Villance |

### Pueblos y aldeas del municipio
El municipio comprende los pueblos y aldeas de: Glaireuse, Hamaide, Lesse y Sèchery.

## Demografía

### Evolución
Todos los datos históricos relativos al actual municipio, el siguiente gráfico refleja su evolución demográfica, incluyendo municipios después de efectuada la fusión el 1 de enero de 1977.
| Gráfica de evolución demográfica de Libin entre 1846 y 2020 |
|                                                             |